# Ormetica sypalettius
Ormetica sypalettius är en fjärilsart som beskrevs av Adalbert Seitz 1921. Ormetica sypalettius ingår i släktet Ormetica och familjen björnspinnare. Inga underarter finns listade i Catalogue of Life.